# 宜宾学院
宜宾学院，简称宜院，是中华人民共和国的一所全日制本科公办省属普通高等学校，位于四川省宜宾市翠屏区。該校由四川省人民政府主管，并實行四川省人民政府與宜宾市人民政府共建，以市為主的辦學體制。
宜宾学院的歷史可以追溯到1978年创办的宜宾师范专科学校，历经改革开放以来的改制与学术资源的积淀，在2001年5月11日与四川教育学院宜宾分院合并为宜宾学院，成为宜宾市的第一所本科院校；并逐漸由以師範教育為主的學校轉變為多科系的应用型综合大学，为宜宾市各领域的发展培养了大量人才。宜宾学院也已经形成了“创新型、应用型、国际化”的办学格局，面向中国大陆28个省、市、自治区招收本、专科学生，同时也面向南亚、东南亚招收留学生。

## 历史沿革
1975年，四川师范学院在李庄区麦坝乡开办“社来社去”试点班，定名为四川师范学院宜宾分校，此即为宜宾学院之前身，1977年6月，学校改制为宜宾地区共产主义劳动大学。1978年12月28日，中华人民共和国国务院批准在宜宾地区共产主义劳动大学的基础上建立宜宾师范专科学校，当时的校址在南溪县麦坝乡白庙村（今宜宾市翠屏区李庄镇），并批准开设3个专业。1985年迁今址宜宾市江北桥溪湾（今翠屏区安阜街道），1993年，中华人民共和国国家教委批准学校易名为宜宾师范高等专科学校:1656。2001年5月，中华人民共和国教育部同意整合宜宾师范高等专科学校与四川教育学院宜宾分院的教育资源，合并建立本科层次的宜宾学院。
随着三江新区大学城内临港校区的建成启用，宜宾学院也开始争取硕士学位授予点并研议升格为大学，以促进宜宾市科技创新产业及文教事业的发展。

## 校园环境
1985年，四川省人民政府同意宜宾师范专科学校迁往宜宾市岷江北岸的橋溪灣，校区开工建设；1987年8月，宜宾师范专科学校由李庄镇迁入位在橋溪灣的江北校区（今翠屏区安阜街道酒圣路8号），江北校区分为A、B校区，其中A区亦为学院本部所在地，而学院B区位于其南端；校区系山地地形，自南隅向北地势逐渐增高，校内植被绿化丰富、环境宜人，建筑风格偏向现代化，并曾获得四川省“校园文明建设优秀单位”、“卫生先进单位”、“园林式单位”、“四川省部门绿化百佳单位”等荣誉称号；惟景观节点缺乏开敞空间，并在一定程度上影响了校园氛围。学院校区有宜宾公交22路等聯外客運路線，使师生可以便利地往返各地；
除本部以外，宜宾学院也在三江新区大学城内兴建了临港校区，首期工程于2019年12月31日完成，该校茶学院、智能制造学院、大数据与软件学院、质检学院、交通服务工程学院等部分系所迁入临港校区；其建筑风格呈现出中西结合、文化交融的特色。该校区与西华大学宜宾研究生院、成都工业学院、四川外国语大学成都学院、成都理工大学等高等院校在宜宾的校区相邻，可经由宜宾智轨T1线來往於宜宾市區及成貴客運專線宜賓西站。

## 學術研究

### 院系設置
1978年建校之初，宜宾师范专科学校仅有中文、数学及物理三个专业；日后随着招生规模的扩大及现实发展的需要，所设学科不断增加。截至2022年，宜宾学院有13个学部、3个二级学院，共开设本科专业63个，其中国家级一流本科专业1个、省级一流本科专业9个、省级应用型示范专业6个；所设学科具有一定的地方特色及应用性。
| 教学单位名称           | 学科                                                                             | 网页 |
| ---------------------- | -------------------------------------------------------------------------------- | ---- |
| 经济与工商管理学部     | 工商管理、旅游管理、国际经济与贸易、财务管理、物流管理（本科）；旅游管理（专科） | ※    |
| 智能制造学部           | 电子信息科学与技术、机械电子工程、电子信息工程专业                               | ※    |
| 法学与公共管理学部     | 法学、智慧产权、社会工作                                                         | ※    |
| 理学部                 | 物理、数学（师范类本科），数学教育（专科）                                       | ※    |
| 材料与化学工程学部     | 化学、应用化学、制药工程、材料化学                                               | ※    |
| 农林与食品工程学部     | 生物科学、生物工程、食品科学与工程、农学、应用生物科学、茶学、动植物检疫、林学   | ※    |
| 质量管理与检验检测学部 | 质量管理工程、食品质量与安全、安全工程                                           | ※    |
| 马克思主义学院         | （主管在校生思想政治教育）                                                       | ※    |
| 文学与音乐艺术学部     | 汉语言文学、广播电视学、音乐学、音乐表演、舞蹈表演、广播电视编导                 | ※    |
| 教育学部               | 学前教育、小学教育、应用心理学                                                   | ※    |
| 国际教育学部           | 英文、日文、汉语国际教育                                                         | ※    |
| 人工智能与大数据学部   | 软件工程、计算机科学与技术、数字媒体技术、数据科学与大数据技术、信息与计算科学   | ※    |
| 艺术与产品设计学部     | 环境设计、视觉传达设计、产品设计、美术学（本科）；艺术设计（专科）               | ※    |
| 国际应用技术学部       | 环境工程、汽车服务工程、工业工程、工程管理、建筑电气与智能化                     | ※    |
| 体育与大健康学院       | 体育教育、社会体育指导与管理、康复治疗学、护理学                                 | ※    |

### 学术资源
宜宾学院校图书馆于建校之初即设立，馆藏各类图书1,153万册，此外，该馆还订阅了CNKI、万方数据库、超星学术视频数据库等多个数据库，图书馆还拥有一定的酒文化典藏，创建了地方文献陈列室；该图书馆也曾经对宜宾市内民众开放，并举办了专题讲座及学术科研活动。2022年，四川省方志館在学校設立分館，以收藏保護宜宾地方文獻，並展示地方情資。《宜宾学院学报》为宜宾学院主办的综合性学术性期刊，其前身为创刊于1981年10月《宜宾师专学报》，1982年5月一度停办，后恢复，2001年随学校升格为本科高校而易今名；该刊开设了“四川思想家研究”、“酒文化研究”等一些专栏。

### 科研成果
宜宾学院也立足宜宾市现有资源，并围绕着宜宾特色产业的川茶、川竹、油樟及发酵食品原料等开展了一系列科学研究。该校油樟工程技术研究中心利用油樟特性开发了抑菌喷雾剂、空气净化剂、蟑螂杀灭剂、驱蚊水、洗手液等一些实用产品；而固态发酵资源利用四川省重点实验室则主要开发优质白酒，酱腌菜，豆腐乳，调味品等固态发酵食品；川茶学院也通过精制川茶”四川省重点实验室等在川茶、藏茶等产业领域的科研取得了一定突破，并因此入选四川省首批省级“现代产业学院”。
宜宾学院也通过与江安县的校地合作，以帮助当地改善大豆及水稻制种技术、选育良种油茶与油桐、提升农产品加工保存能力；并通过培训班为当地培养了电子商务、稻虾共养、竹产业等领域的人才。

## 校园文化
宜宾学院的学校精神引领是“自强不息、至善致远”；校训为“求实、求是、开放、创新”；校歌为《铸就辉煌》。
宜宾学院校园生活较为丰富，在建校之初，就有学生参加文艺、体育活动。学校一些科系也利用课程的教学改革，举办了社团活动及竞赛。